# Oberaich
Oberaich je naselje v Občini Baldramsdorf v Okraju Špital ob Dravi  na Koroškem v Avstriji.